# 羅素的茶壺
羅素的茶壺（英語：Russell's teapot）或稱天體茶壺（英語：Celestial Teapot）、宇宙中的茶壺（英語：Cosmic Teapot），是由哲學家伯特兰·罗素塑造的一個類比概念，說明舉證責任在於提出不可證偽的宣稱的人，特別是在宗教的情況。羅素以之駁斥有神論者聲稱「懷疑論在懷疑宗教主張的不可證僞性時具有舉證責任」的說法。
羅素寫道，如果他聲稱，有一個茶壺在地球和火星之間圍繞太陽轉，而他指望別人相信他的理由，居然是沒有人能證明這聲明是錯的，他認為這顯然是荒謬的。羅素的茶壺至今仍然頻繁出現在有關神是否存在的討論中。

## 原文
在一篇成于1952年但從未發表的文章《神存在嗎？》裏，羅素寫到：
許多正統派基督教人士認為應該由懷疑者來證僞那些受公認的教條，而不是由那些教條主義者來證實它們。這當然是錯誤的。如果我說，地球和火星之間有個瓷製茶壺以橢圓軌道繞太陽公轉，只要我小心地補充說明這茶壺實在太小，即使用我們最強大的望遠鏡也找不到它，那麼沒有人可以證僞我的主張。但如果我要聲明道，既然我的聲明無法被推翻，那麼向它提出懷疑對人類理性來說就是不可容忍的，我自然應當被看作在胡言亂語。但假設這茶壺的存在被古書所支持，並在每個星期日以神聖真理的形式教導給大衆，灌輸到每個在校孩童的心智中，那懷疑茶壺存在的人會被當作反常的特徵，懷疑者在啟蒙時代會受精神科醫師注意，在更早的時代中則會被視為異端而受審判。

1958年，羅素闡述這個比喻作為自己支持無神論的一個原因：
我應稱自己為不可知論者；但在实际意义上，我是無神論者。我不認為基督教中的神比奧林匹斯十二主神或瓦爾哈拉更可能存在。用另一個例證：沒有人可以證明，在地球和火星之間沒有一個以橢圓形軌道旋轉的瓷製茶壺，但沒人認為這充分可能在現實中存在。我覺得基督教的上帝一樣不可能。

## 分析

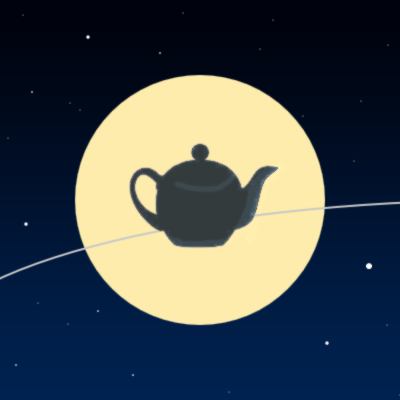
當前不能證明宇宙中不存在這樣的茶壺，但這不是相信它存在的原因

英國化學家彼得·阿特金斯提出，羅素的茶壺的論點是，任何人都沒有反證斷言的責任，而根據奧卡姆剃刀，包含較少斷言的簡單理論（例如一個沒有超自然存在的宇宙）應是討論的基础，而不是較複雜的理論。他亦指出，這種說法不會受宗教歡迎，因為與科學證據不同，宗教證據被認為是通過個人經歷的啟示，不能傳達或受客觀驗證。
理查德·道金斯在他的著作《魔鬼的牧師》（2003年）和《上帝錯覺》（2006年）中用茶壺的比喻反對被他稱為“不可知的調解”的知識綏靖政策，一個只容許哲學領域討論宗教事務的論點。
根據“不可知的調解”，由於科學沒有辦法證明一個神存在或不存在，因此它只是個人品味的問題，相信和不相信一個超自然的存在都應該得到同樣的尊重和重視。道金斯提出羅素的茶壺作為一個反證法的論述：如果不可知論要求相信和不相信一個超自然存在都得到同樣的尊重和重視，那麼它也必須給予相信羅素的茶壺存在同等的尊重，因為茶壺和超自然存在同樣無法去由科學證明或否證。
卡爾·薩根在其《魔鬼出沒的世界》（1995年）一書引用羅素的茶壺講述：“你不能推翻我的假設，不等於就能證明它是真的。”

## 模仿
羅素茶壺的概念已被推展為更明確的宗教戲仿形式，如隱形粉紅獨角獸和飛行麵條怪物。許多無神論者，包括理查德·道金斯，使用這些戲仿宗教作為羅素的茶壺的現代版本，指出證明上帝存在的舉證責任在信徒身上，而不是無神論者。